# Kasztner Rezső
Kasztner Rezső (1941-től Kasztner Rudolf, majd az 1950-es évektől Israel Kastner) (ישראל קסטנר). (Kolozsvár, 1906 – Tel-Aviv, 1957. március 15.) újságíró és ügyvéd.
Kasztner egy kis budapesti zsidó szervezet, a Va'adat Ezrah Vehatzalah (Vaada), vagyis a Budapesti Segélyező és Mentőbizottság egyik felelős vezetője volt a második világháború alatt, a nácik által megszállt Magyarországon. 1944 áprilisától a Vaada részéről ő vett részt azokon a tárgyalásokon, melyek Andreas Ernst Kurt Becherrel (Adolf Eichmann személyes „zsidóügyi” megbízottjával) folytak. Ennek eredményeképpen a németek egy vasúti szerelvényt nem Auschwitzba, hanem 6 és fél millió pengő (4 millió német birodalmi márka, vagy 1 millió hatszázezer dollár) váltságdíj fejében Svájcba irányítottak. A Kasztner közreműködésével összeállított, németeknek átadott listán szerepelt 388 kolozsvári zsidó neve, akik Kasztner rokonai, vagy egyéb gazdag kolozsvári és környékbeli zsidó család tagjai voltak, valamint zsidó vallási vezetők mellett az erdélyi és magyarországi cionista mozgalom vezetősége.
Az utaslista szerint 1684 főt és még kb. 200 főt, nem számolt csecsemőt és kisgyereket mentő akciót később „Kasztner vonata” néven emlegették, amely 1944. július elsején szombaton 0 óra 30 perckor indult Budapest Rákosrendező vasútállomásról és július 4-én hagyta el az országot Bécs irányában. A vonat útját angol légitámadás is hátráltatta. Az utasokat először egy bergen-belseni különleges (a hírhedt koncentrációs táborhoz közeli) lágerbe vitték, majd több hónap után két részletben, az első 318 fős csoportot 1944 augusztusában, a másodikat négy hónappal később Svájcba engedték. Kasztner Noé bárkájának nevezte akcióját.
Kasztnernek egyes források szerint további 20 ezer magyar zsidót sikerült Auschwitz helyett különböző ausztriai munkahelyekre küldenie. Akik megmenekültek, azok közül sokan az 1950-es évek elején Izraelbe költöztek.
A háború után Kasztner Izraelbe emigrált és 1952-ben a kereskedelmi és ipari miniszter szóvivője lett. 1953-ban egy szórólapon Malchiel Gruenwald (nevét írják Grünwald, Gruenvald és Greenwald formában is) megvádolta, hogy náci kollaboráns volt. Gruenwald zaklatta az izraeli kormányt az igazságtételért, mígnem ellene rágalmazási pert indítottak, mely meglepetésre másfél év után Kasztnert elmarasztaló ítélettel végződött, és Benjamin Halevi bíró szájából elhangzott, hogy Kasztner mintegy „eladta lelkét az ördögnek”.
1957. március 3-án Kasztnert egy Ze'ev Eckstein nevű ultrajobboldali aktivista két társával együtt a háza előtt megvárta és meglőtte; Kasztner 12 nappal később belehalt sérüléseibe.
Az izraeli legfelsőbb bíróság 1958 januárjában perét újratárgyalta, az elmarasztaló ítéletet hatályon kívül helyezte és Yisrael Kasztnert minden vád alól felmentette. Az idős Gruenwaldot egy év felfüggesztett börtönbüntetésre és enyhe pénzbüntetésre ítélték.
2021-ben unokáját, Meráv Michaelit az Izraeli Munkapárt elnökévé választották.

## Korai évei

### Fiatalsága
Kasztner 1906-ban született vagyonos izraelita családban Kolozsvárott, ahol ekkor 7500 zsidó élt. Apja, Yitzhak kereskedő, s egyben igen vallásos ember volt, míg ő a zsinagógában imádkozott, addig az anya vezette a családi üzletet.
A Kolozsvár déli városrészében, egy kétszintes téglaházban nevelkedő három fiúgyermek tehetséges volt. Anyjuk elhatározása szerint nem vallási képzésben részesültek, hanem szabályos polgári felső iskolába jártak, ahol széles körű volt a tananyag tematikája és hangsúlyosan tartalmazta a nyelvtanulást. Rezső a középiskolát elvégezvén öt nyelven beszélt: magyarul, románul, franciául, németül és latinul.
A „numerus clausus” 1920. évtől érvényes rendelkezései miatt (az 1920. évi XXV. törvénycikk alapján a „magyarországi nemzetiségek és népfajok” tagjai csak a formálisan kimutatható számarányuknak megfelelő mértékben vehettek részt a felsőoktatásban ) a zsidók is csak korlátozott számban nyerhettek felvételt a felsőoktatási intézményekbe. Ez a politikai környezet erősítette fel a cionizmust, s ekkor döntött úgy a 15 éves Kasztner, hogy cionista lesz.
Rezső 22 éves volt, amikor apja a Tórát olvasva meghalt a zsinagógában Pészah 7. napján. Jogi tanulmányai után az Új Kelet című lap szerkesztőségében vállalt munkát, először sportriporter volt, majd főként politikai írásokat tett közzé. Dr. Fischer József ügyvéd mellé szerződött titkárként, aki parlamenti tag, a kolozsvári zsidó hitközség elöljárója, s a Nemzeti Zsidó Párt tagja volt. Fischer elismerte Kasztner újságírói vénáját és pártolta az Új Kelet című lapnál folytatott tevékenységét. Személyes ismerősei Kasztner fiatalkori jellemére visszaemlékezve elismerik tehetséges voltát, de személyes adottságait negatívan említik. Kiismerve a politikai közéletet, tudta, hogy kit mivel és hogyan lehet megvesztegetni. Interjúvolta a vezető politikusokat csakúgy, mint a román Vasgárda antiszemita tagjait. Jogászként keményen dolgozott ügyfeleiért, ravaszul jegyzőkönyvezte azokat az eseteket, amikor a vád elejtéséért lefizette a rendőrséget. 1934-ben Fischer József leányát, Erzsébetet vette feleségül, amivel a jövőre nézve is megalapozta helyi pozícióját. Egy leányuk, Zsuzsa született.
Belépett, a később Mapai néven ismert, Ihud pártba, amely egy baloldali cionista párt volt, s az új zsidó állam kormányának megalakítását tervezte.
Idősebbik bátyja, Gyula 1924-ben kivándorolt Palesztinába, s ott egy kibucban élt. Kasztner újságíróként vett részt a cionista mozgalomban. Az Új Kelet című lapban közzétett kritikái között például a britek Palesztinában játszott politikai szerepét bírálta.

## Menekítési tevékenysége

### Kolozsváron
A német háborús terjeszkedéssel egy időben Kasztner egy központot hozott létre Kolozsváron, amely Ausztriából, Lengyelországból és Szlovákiából segített menekíteni a zsidó lakosságot. Segítséget kért a tel-avivi Jewish Agencytől, de a britek korlátozták a Palesztinába bevándorló menekülők számát. Kasztner „Hitszegő Albion” című, Új Keletben megjelent vádló írásában megtámadta az angolok viselkedését.
Miután a második bécsi döntés Észak-Erdélyt Magyarországnak ítélte, a magyar kormány pedig betiltott minden zsidó újságot, megszűnt az Új Kelet is, és ekkor Kasztner Budapestre költözött. Mozgalmi munkáját itt is folytatta, a fővárosi cionisták egyik vezető személyisége lett.

### Budapesten
Kasztner 1941-ben Budapestre érkezvén, kibérelt egy kis kétszobás lakást egy Váci úti panzióban. Itt is folytatni akarta zsidómentő tevékenységét, és Fischer ajánló levelével felkereste Komoly Ottó mérnököt, aki a Budapesti Cionista Szövetség elnöke volt. Az ő hatására változtatta meg utónevét Rezsőről Rudolfra. Komoly Ottó továbbirányította Kasztnert Krausz Miklóshoz (Mózeshez) a Jewish Agency budapesti képviselőjéhez, aki a Palesztinába szóló belépő-vízumokat intézte.
Az 1943 elején alakult Va'adat Ezrah Vehatzalah, Budapesti Segélyező és Mentőbizottság ügyvezetőjeként jelentős részt vállalt a külföldi zsidó menekültek bújtatásából és ellátásából, a határon túlról érkező információk továbbításából. Előbb a náci Európából Magyarországra menekülni segítette a zsidókat, majd 1944. március 19-e, a német megszállás után az innen való továbbjutást szervezte. 1944. májustól júliusig folyt az „áttelepítésnek” hívott deportálás, valójában a megsemmisítő táborokba hurcolás.
1944 májusa elején Kasztner és más zsidó vezetők megkapták a Vrba-Wetzler jelentést.
Kasztner hitsorsosainak nem adta tovább a hírt, nehogy pánik törjön ki közöttük. A magyar kormány leállíttatta a deportálást. De akkor már 437 000 magyar zsidó meghalt.

### A Kasztner-vonat

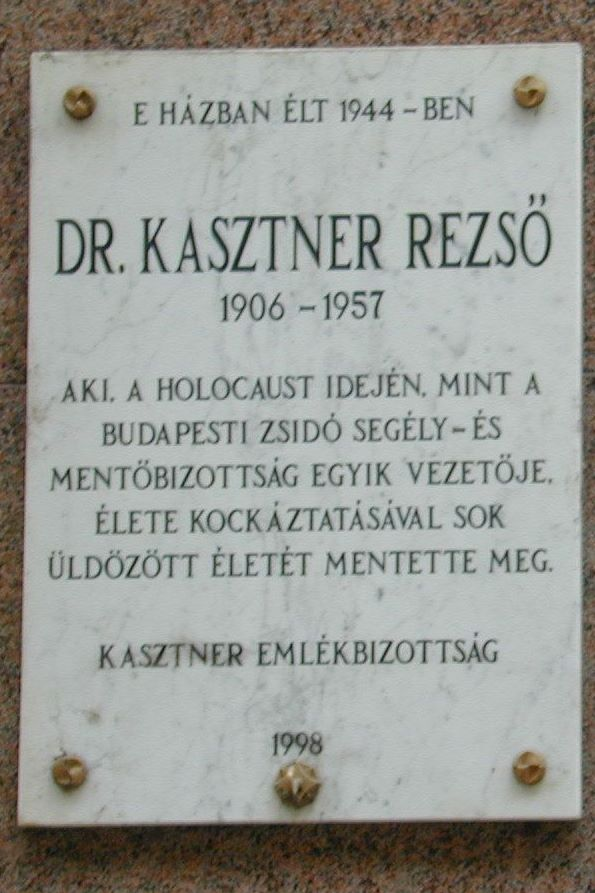
Kasztner Rezső emléktáblája Budapest V. kerületében, Váci utca 12.

1944 nyarán Kasztner találkozott Adolf Eichmann-nal, aki német részről felelős volt több mint 400 000 magyar zsidó deportálásáért az auschwitzi koncentrációs táborba. E találkozás során megállapodás született 1685 ember megmentéséről ezer dollár fejenkénti összegért. Többen az utazók közül nem tudtak előteremteni ekkora összeget, ezért Kasztner árverésre bocsátott 150 férőhelyet, melyet azok fizettek ki, akiknek anyagi helyzetük ezt megengedte, s így biztosította a szegényebbek számára a bejutást. Ezen felül Kurt Becher SS-tisztviselő, Heinrich Himmler meghatalmazottja fenntartott 50 helyet azon családok tagjai számára, amelyek – pártfogásának fenntartásáért – neki közvetlenül fizettek 25 000 dollárt személyenként. Sőt Becher a tárgyalások folyamán megemelte a helyek árát ezerről kétezer dollárra. A váltságdíj teljes összege a zsidó közösség becslése szerint megközelítette a 8 600 000 svájci frankot, miközben Becher saját számítása csak hárommillió volt.
Az egyezményben megbeszélteket módosítva Eichmann előbb a Hannover melletti bergen-belseni különleges (a hírhedt koncentrációs táborhoz közeli) lágerbe küldte a csoportot, majd több hónap után a vonat utasai valóban megmenekültek, két ütemben Svájcba szállították őket. Az utasok között volt 40 rabbi (így Teitelbaum Joel a híres haszid rabbidinasztiából és Glasner Akiba kolozsvári ortodox főrabbi), közismert cionisták (így Fischer József, az Erdélyi Zsidó Nemzeti Szövetség, majd az erdélyi Zsidó Párt elnöke, illetve Kahan Niszon ügyvéd, a Magyarországi Cionista Szövetség elöljárója), tudósok (például a pszichiáter Szondi Lipót), művészek (így Ernster Dezső operaénekes, Irsai István grafikus), újságírók, írók (köztük Zsolt Béla és Komlós Aladár), a magyar hadsereg egykori tisztjei, később neves értelmiségivé vált fiatalok (Blum Tamás, a könyvtáros Rózsa György), de egyszerű emberek is, például lengyel zsidó árvák egy csoportja és más szlovák, lengyel menekülők. 972 nő, 712 férfi utas volt (nemek szerint beleértve 252 gyermeket). A nagyon idősek száma 82 fő volt, a legfiatalabb pedig egy újszülött gyermek, aki az utazás 4. napján a vagonban született meg.
Mint Yechiam Weitz izraeli történész kutató írta: … ily módon „Kasztner sajátkezűleg több zsidót mentett meg, mint bármely zsidó előtte vagy utána.”
Leicht Ferenc visszaemlékezése szerint: „… még négy-öt vonat zsidót – vidékről – nem Auschwitzba, hanem a Bécs melletti Strasshofba vittek családostul. Szegedről három vonat ment, kettő Auschwitzba, egy Strasshofba.”
Kasztner védőjének állítása is alátámasztja, hogy a tárgyalások további eredményeként még 15 000 magyar zsidó került Strasshof munkalágerébe és nem Auschwitzba. De Eichmann-nak a per folyamán tett kijelentése megkérdőjelezi a létszámot, mert – mint mondta – „… lehet, hogy szebb képet adtam Kasztnerről.”

### A kollaboráció vádja
A Kastner és Eichmann közötti megállapodás következményei hosszú időn keresztül visszatetszést keltettek Izraelben, különösen az eredetileg magyar zsidó közösségben. A szemrehányások között az egyik fő vádpont az volt, hogy Kasztner személyesen közreműködött azon lista összeállításában, mely a Kasztner-vonaton Magyarországról kimenekítendők nevét tartalmazta. Különböző források szerint számos megmentett ember Kasztner szüleinek, barátainak köréből került ki, vagy olyan szerencsés anyagi helyzetben lévők voltak, hogy fizetni tudtak a kevésbé tehetősek, így a cionisták és a zsidó közösség vezetői, felelősei helyett.
A megmentettek többsége hősként tekintett Kasztnerre, aki az életét kockáztatta az eichmanni tárgyalások során. Más magyar zsidók úgy vélik, hogy Kasztner üzletelt Eichmannal, így ahelyett, hogy hős lenne, nem más, mint kollaboráns. 1960-ban, 16 évvel Kasztnerrel való tárgyalásai után Eichmann elmondta a Life újságnak, hogy Kasztner „elfogadta, hogy ő megtesz mindent azért, hogy a zsidók ne mutassanak ellenállást a deportálásukkal szemben, sőt korrektül viselkedjenek az átcsoportosító táborokban, ha én szemet hunyok és megengedem, hogy néhány száz vagy néhány ezer fiatal zsidó emigrálhasson Palesztinába. Ez egy jó üzlet volt.”
1944 májusában Kasztner és több izraelita vezető tudta – miután 1944. április végén megkapták a Vrba–Wetzler-jelentést (Auschwitz-jegyzőkönyv) –, hogy a zsidókat a halálba viszik. E jelentést megismertették a zsidó szervezetek felelős vezetőivel, abban a reményben, hogy figyelmeztetni fogják az embereket, miszerint őket haláltáborokba és nem – mint azt velük elhitették – áttelepítő táborokba szállítják. A jelentést Kasztner és a magyar zsidó közösség vezetői nem tették közzé. A háború végéig több százezer magyar zsidót gyilkoltak meg. Kasztner elítélői szemére hányják, hogy egyezségre jutott Eichmann-nal: nem fogja figyelmeztetni az embereket a rájuk leselkedő veszélyre, nehogy kockáztassa a tárgyalásokat a Kasztner-vonaton megmentendők ügyében.
Kasztner hívei viszont arra emlékeztetnek, hogy e vonatszállításra vonatkozó sikeres megegyezés a mentési tervben nagyon fontos tényező volt. Ellentétben Joel Brand akciójával, aki korábban Eichmann-nal egymillió magyar zsidó cseréjéről tárgyalt (a cseretárgy tízezer teherautó lett volna), ami azonban meghiúsult a szövetségesek elutasítása miatt.
1944. november 28-án soron következő tárgyalásai egyikére Kasztner Svájcba utazott (német útlevele volt), és többé nem is tért vissza Budapestre. 1945 elején Németországba utazott Kurt Becherrel, aki pénzt és vagyontárgyakat kapott, hogy a vonat embereit megmentse. Heinrich Himmler a koncentrációs táborok megsemmisítésének meggyorsítását rendelte el, miután a szövetségesek a második világháború utolsó hónapjaiban erősen nyomultak előre. Annak ellenére, hogy Kasztner magyar zsidó, Becher pedig SS-tisztviselő volt, úgy érezték, hogy korrekt módon tudnak együttműködni.
A háború után Bechert háborús bűnösként a nürnbergi igazságszolgáltatás elé állították. Kasztner Becher és több más magas rangú náci mellett tanúskodott az akkor még palesztin Szochnut (Zsidó Ügynökség) segítségével, mondván: Becher például „…más tőről metszett, mint az SS hivatásos tömeggyilkosai”. SS-tisztek melletti kiállása még nagyobb haragot szült a magyar eredetű zsidó közösségben, mint Eichmann-nal történt tárgyalásai. Kasztner 1946-tól 1948-ig hat ízben tanúskodott Becher és azon más SS-tisztviselők mellett, akik kapcsolatban álltak a váltságdíj és a vonat ügyében tartott tárgyalásokkal.

## A Kasztner-per
Kastner Izraelbe emigrált a háború után és aktív tagja lett az Izraeli Munkáspártnak. Jelölték két ízben is a választásokon a Knesszetbe (izraeli parlament), de sikertelenül. 1952-ben kinevezték a kereskedelmi és ipari minisztérium szóvivőjévé.
Az SS-szel folytatott tárgyalásokban játszott szerepéről adott hírt 1953-ban egy szórólap, amelyben Malchiel Gruenwald amatőr író és szélsőbaloldali pamfletista megvádolta, hogy 1. kollaborált a nácikkal, 2. előmozdította a magyar zsidók meggyilkolását, 3. a náci Kurt Becher cinkosa volt a jómódú zsidók kirablásában, 4. segített Bechernek a háború után elkerülni a büntetést, ami rá várt volna.
Másfél évi tárgyalás után Kasztnert elítélték. A bíró szerint „eladta lelkét az ördögnek”.
Az ítélet után a kormány lemondott és Kasztner visszavonult. A közvélemény általánosan elítélte, s közutálat vette körül. Családja is sokat szenvedett, felesége depressziós lett, leányát pedig atrocitások érték, kővel hajigálták meg az utcán.
Ze'ev Eckstein 1957 márciusában háza előtt meglőtte Kastnert, aki tizenkét napos agónia után a kórházban belehalt sérüléseibe. A gyilkos és két társa életfogytiglani büntetést kapott, de hét év után amnesztiával szabadultak.
Az izraeli Legfelsőbb Bíróság 1958 januárjában megváltoztatta az ítéletet és felmentette Kasztnert.

## Filmek életéről
A Kasztner-vonat címmel készült 2006-ban egy magyar dokumentumfilm-sorozat, rendezője Radó Gyula, forgatókönyvírója Bubryák István, operatőre Sibalin György volt. A három epizódból álló film bemutatta a politikai gyilkosságtól indulva a tárgyalások fonalát, a megmenekülést, a pert.
Kasztner meggyilkolása (Killing Kasztner) címen készült egy újabb, angol dokumentumfilm, melyet Ross Gaylen forgatott és 2008-ban mutatták be az Egyesült Királyságban és Izraelben. A film szerkesztője hét évig kutatott családi és állami levéltárakban, interjúvolt túlélőket és azok leszármazottait, de még a gyilkosság körülményeit sem sikerült teljesen feltárnia, Ze'ev Eckstein vallomása szerint Kasztner elfutott a sötétben, s ekkor ő még kétszer utánalőtt, ezután hallott egy negyedik lövést is, majd Kasztner jajgatását. Még most sem lehet biztosat tudni halálának körülményeiről és gyilkosáról.
A film 2009. tavaszi budapesti bemutatójára Kasztner 63 éves Zsuzsa leányán kívül eljöttek hárman olyanok is, akik Kasztner-vonatán menekültek meg. A bronxi Irene Grossman (3 éves volt akkor), Manny Mandel, a marylandi Silver Springben élő, ekkor 73 éves pszichológusnő és Ladislaus Löb, a Sussexi Egyetem nyugalmazott németprofesszora (76 évesen), aki 2008-ban szintén könyvet írt Kasztner akciójáról.

## A Kasztner-levéltár
2007. július 20-án a jeruzsálemi Jad Vasem Intézet (amely a holokauszttal kapcsolatos levéltárak nagy részét őrzi), Kaszter barátja: Tony Lapid vezetősége idejében, ünnepélyes keretek között fogadta Kasztner Rezső irathagyatékát, amely így most már kutathatóvá vált. Személyiségének megítélése mégis meggyilkolása után fél évszázaddal, ma is vitatott.
A Kasztner-vonat néhány még életben levő utasán kívül a múzeumban jelen volt az izraeli liberálisok részéről, Yosef Lapid is, aki többek között kijelentette, hogy:
„Yisrael Kastner a holokauszt egyik legnagyobb és legbátrabb hőse volt, akinek emléke méltó arra, hogy megőrizzük… a mai nap alkalmat adott nekünk arra, hogy igazságot szolgáltassunk annak az embernek, akinek tetteit sokan nem értették meg, és aki végül halálba torkolló jellemtelen támadások áldozatává vált.”
Ha egyetlen leánya, Kasztner Zsuzsa, aki ekkor, 2007-ben 61 éves volt, úgy értékelte is ezt az ünnepélyes aktust mint apja rehabilitációjának új fejezetét, mondván: „Úgy gondolom, hogy Izrael állam végre rátalált az ebben az ügyben elvesztett becsületére”, az izraeliek egy része apját még mindig elítéli.
A „magyar Oskar Schindler” vagy a „magyar Raoul Wallenberg”, mások szerint ellenkezőleg, a „magyar zsidóság árulója” néven emlegetett Kasztner Rezső (Rudolf) tevékenysége máig megosztja a közvéleményt.

## Művei
- Az emancipáció multja és jövője. Négy tanulmány; többekkel; Fraternitas, Kolozsvár, 1942 (Fraternitas kis könyvek)
- A zsidókérdés kézikönyve; sajtó alá rend. Kasztner Rezső, Danzig Hillél; Noar, Cluj–Kolozsvár, 5694 [1934]
- Palesztina felosztása; Kasztner Rezső, ford. Weinberger Nándorné; Fraternitas Ny., Cluj, 1938 (Noar-könyvek)
- Der Bericht des jüdischen Rettungskomitees aus Budapest, 1942–1945; Verfasser, Bp., 1945

### Angol nyelvű
- Lerner, Motti (1984) "Kastner" Szinjáték
- Barri, Shoshana (1997). "The Question of Kastner's Testimonies on behalf of Nazi War Criminals," The Journal of Israeli History, vol 18, issue 2-3, pp. 139–165.
- Bilsky, Leora (2001). "Judging Evil in the Trial of Kastner", Law and History Review, Vol 19, No. 1, Spring 2001.
- Encyclopaedia Judaica (1972). "Kasztner, Rezso Rudolf," Jerusalem
- Gilbert, Martin (1981). Auschwitz and the Allies: A Devastating Account of How the Allies Responded to the News of Hitler's Mass Murder. First published 1981, this edition Holt Paperbacks 1990. ISBN 0-8050-1462-4
- Hecht, Ben (1961). Perfidy. Milah Press. ISBN 0-9646886-3-8
- Ilani, Ofri (2008). 50 years on, Holocaust survivor defends Rudolph Kastner, Haaretz, December 12, 2008.
- Jager, Elliott (2007). Perfidy revisited, Jerusalem Post, July 31, 2007.
- Kadar, Gabor, and Vagi, Zoltan (2004). Self-financing Genocide: The Gold Train, the Becher Case, and the Wealth of Hungarian Jews. Central European University Press. ISBN 963-9241-53-9
- Orr, Akiva (1994). "The Kastner Case, Jerusalem, 1955" in Israel: Politics, Myths and Identity Crisis, Pluto Press, pp. 81–116. ISBN 0-7453-0767-1
- Porter, Anna (2007). Kasztner's Train. Douglas & MacIntyre. (Magyarul: Porter Anna: Kasztner vonata, M-érték Kiadó, Budapest, 2008)
- Weitz, Yechiam (1995). Ha-Ish she-Nirtsah Paamayim ("The Man who Was Murdered Twice"). Keter
- "Accuser Found Guilty of Libel; An Israeli Court Clears Kastner: Majority Decision of Supreme Tribunal Rules Man Charged With Aid to Nazis Risked Life for Jews in Hungary," January 18, 1958.
- Segev, Tom. "The Seventh Million: Israelis and the Holocaust", Owl Books edition, 2000, ISBN 0-8050-6660-8
- Sloan, Jacob. "From the Trial of Rudolf Kastner," The Reconstructionist, December 26, 1958, pp. 29–31.
- Warburg, Gustav. "The Strange Case of Joel Brand," Jewish Observer and Middle East Review, 1954, vol. 3.
- Kranzler, David (2000). The Man Who Stopped the Trains to Auschwitz. Syracuse University Press
- LeBor, A. (2000), Eichmann's List: A Pact With the Devil, The Independent, August 23, 2000.
- Löb, Ladislaus (2008). Dealing with Satan. Rezső Kasztner's Daring Rescue Mission. Jonathan Cape. ISBN 978-0-224-07792-7
- Orr, Akiva (1994). "The Kastner Case, Jerusalem, 1955" in Israel: Politics, Myths and Identity Crisis, Pluto Press, pp. 81–116. ISBN 0-7453-0767-1
- Ladislaus Löb, Thomas Rahe, Miryam Sommerfeld-Irsai: Postcards from Bergen-Belsen. Lower Saxony Memorials Foundation, 2014. ISBN 9-783981-360431

### Magyar nyelvű
- Schmidt Mária: Kollaboráció vagy kooperáció? Kiad. a Budapesti Zsidó Tanács, Budapest, Minerva, 1990, 445 oldal, 8 tábla
- Kultúra.hu oldala „Amerikába megy Kasztner Rezső” címmel a filmről
- Anna Porter: Kasztner vonata. Kasztner Rezső igaz története regényben elbeszélve; ford. Fazekas István; Mérték, Bp., 2008. 448 oldal ISBN 978-963-9889-07-1
- Szerző: korboncnok, 2009. február 4. Cím: 1684 stück – „vért áruért” Anna Porter: Kasztner vonata című könyv ismertetése újabb linkek megadásával.
- Fischer István: Ki volt a gyilkos? In: Élet és Irodalom 2006. november 17.
- Novák Attila: Ami magáért beszél. Recenzió Haraszti György: Auschwitzi jegyzőkönyv. Múlt és Jövő Kiadó, Budapest, 2005. 117 oldal, című forráskiadványáról. In: Élet és Irodalom, 2005. április 8.
- Végső István: Hol áll most a Kasztner-vonat? In: Rubicon, 2007. 1-2. sz. 100-107. p.
- Ladislaus Löb: Megvásárolt életek. Kasztner Rezső vakmerő mentőakciója. Egy túlélő története; ford. Bihari György, Sóvágó Katalin; Athenaeum, Bp., 2009. 368 oldal ISBN 978-963-293-020-6
- Karsai László: A holokauszt utolsó fejezete. Recenzió. Christian Gerlach – Götz Aly: Az utolsó fejezet. Reálpolitika, ideológia és a magyar zsidók legyilkolása 1944/1945. Ford. Kerényi Gábor. Noran, Bp., 2005, 616 oldal című könyvéről In: Beszélő 2005. október 10. http://beszelo.c3.hu/cikkek/a-holokauszt-utolso-fejezete
- Löwy Dániel: A kálváriától a tragédiáig, Kolozsvár zsidó lakosságának története, Koinonia, Kolozsvár, 2005
- Gadó János: Kasztner Rezső (emlékének) meggyilkolása. In: Szombat, 2009. augusztus 10.
- Dorogi Katalin: Ismét filmen egy máig tisztázatlan ügy: Kasztner meggyilkolása In: 168 óra online, 2009. április 7.
- Mittelholcz Dóra: Nácikkal egyezkedett, hogy életeket menthessen In: Metropol-Kultúra, 2009-03-29
- Randolph L. Braham: A népirtás politikája. A holokauszt Magyarországon. Budapest, Új Mandátum, 2003
- Cenropa Alapítvány. A magyar zsidóság 20. századi története. Fogalomtár
- Randolph L. Braham: Mentőakciók Magyarországon. Mítoszok és valóság. Ford. Hernádi Miklós (Jelen időben a múltról). In: Századok, 2004. 6. szám, 1393-1416. oldal [halott link]
- DEGOB, A Deportáltakat Gondozó Országos Bizottság honlapja (Visszaemlékezések a holokausztról…)
- Kádár Gábor: A magyarországi Vészkorszak gazdasági vetületei 1944–1945. PhD értekezés. 2004. Debreceni Egyetem [halott link]
- Szita Szabolcs: Aki egy embert megment – a világot menti meg. Mentőbizottság, Kasztner Rezső, SS-embervásár, 1944–1945; Corvina, Bp., 2005
- Mose Golan: A Kasztner-ügy történelmi torzításainak jelentősége; MTA-ORZSE Zsidó Kultúratudományi Kutatócsoportja–OR-ZSE, Bp., 2008 (Magyar zsidó szemle füzetek)
- Budapest – Bergen-Belsen – Svájc. A Kasztner-vonat fővárosi utasai / Budapest – Bergen-Belsen – Switzerland. The Budapest passengers of the Kasztner train; szerk. Lukács Anikó; Budapest Főváros Levéltára, Bp., 2020
- Olosz Levente: Narratívák fogságában. A Kasztner-ügyről szóló tudományos és közéleti diskurzusok története; 2. jav., bőv. kiad.; Erőszakkutató Intézet, Budapest, 2023

## További információ
- Budapest–Bergen-Belsen–Svájc